# 52 Samodzielny Pułk Artylerii Samochodowej
52 Pułk Artylerii Samobieżnej (52 pas)  -  oddział artylerii samobieżnej ludowego Wojska Polskiego.
Formowany w Modlinie według tych samych założeń jak 49 i 51 pas. Organizowanie rozpoczęto 1 maja 1945. W chwili zakończenia wojny w pułku było 13 ludzi, w tym 6 oficerów, 4 podoficerów, 3 szeregowców i samochód terenowo – osobowy. Dział samobieżnych do chwili zakończenia wojny pułk nie otrzymał.